# 마이크로소프트 XNA
마이크로소프트 XNA(Microsoft XNA)는 멀티플랫폼 환경에서 손쉬운 게임 개발할 수 있는 개발도구이다. 개발환경으로 닷넷환경에서 C#언어를 주로 사용한다. 2004년 GDC(Game Developers Conference)를 통하여 발표되었으며, 현재 4.0 버전까지 개발되었다. XNA의 주요 지향점은 크로스 플랫폼과 멀티 플랫폼환경이며, 이는 XNA를 이용하여 개발된 게임 소스를 여러 플랫폼에서 이용할 수 있다는 의미이다. 현재 XNA 개발 환경은 PC와 엑스박스 360, Zune, 윈도우 폰까지 지원한다.
2014년 4월 1일 공식적으로 개발이 중단되었다.

## 특징
마이크로소프트 XNA(이하 'XNA')는 DirectX를 객체화 하여 좀 더 간편하게 프로그래밍을 할 수 있도록 해준다. 그러므로 개발속도가 다이렉트X보다 매우 빠르다.

## 장점
무료부터 다양한 가격대의 개발도구를 사용할 수 있다. 기존의 C++ 언어로 만든 게임의 소스 코드보다 간결하고 편리하다. 프로그래머의 입장에서 C++에 비해 프로그래밍 작업이 빨라지고, 버그를 잡기도 쉽다. 아마추어 게임 제작자들도 손쉽게 엑스박스 360 용 게임을 개발할 수 있다. XNA로 만든 프로그램을 실행하려면 XNA 전용 프레임워크가 있어야 하는데, PC 전용 프레임워크는 무료로 지원된다. 하지만 엑스박스 360 전용 게임을 개발하고 배포하려면 Creator's Club에 연회비 99달러를 내고 프리미엄 회원으로 가입해야 하며, 프리미엄 회원은 자신이 만든 게임을 회원들간의 심사를 거친 뒤 마켓 플레이스에서 팔 수 있다.

## 단점
크로스 플랫폼을 위해서는 순수한 C#만을 써야 하며, 다이렉트 엑스로의 로우-레벨 접근을 할 수 없고 제공된 API만을 써야 한다. 이 때문에 다이렉트엑스/C++ 조합에 비해 제약이 많다. 근본적으로 아마추어 개발자들을 위한 프로젝트로서 대규모 작업은 어렵다.

## 같이 보기
- 게임 엔진
- 어도비 플래시
- 마이크로소프트 실버라이트